# Роговка (Харьковская область)
Роговка (укр. Рогівка), село, 
Барановский сельский совет,
Валковский район,
Харьковская область.
Код КОАТУУ — 6321280506. Население по переписи 2001 г. составляет 194 (86/108 м/ж) человека.

## Географическое положение
Село Роговка находится в 2-х км от реки Карамушина, на расстоянии в 2 км расположены сёла Мизяки, Бараново, Коверовка, Петренково, Тетющино.
Рядом с селом проходит железная дорога, станция Роговка.
Село примыкает к лесному массиву (дуб).

## История
- 1750 - дата основания.